# 佐世保市立針尾小学校
佐世保市立針尾小学校（させぼしりつ はりおしょうがっこう）は、長崎県佐世保市針尾中町にある公立の小学校。

## 概要
歴史
1875年（明治8年）創立の「梅林小学校」を前身とする。現校名になったのは1955年（昭和30年）。2015年（平成27年）に創立140周年を迎えた。
校区
住所表記で佐世保市の後に「針尾東町、針尾中町、針尾西町、針尾北町」が続く地域。中学校区は佐世保市立東明中学校。
校章
校歌
作詞は小澤正明、作曲は山口健作による。歌詞は3番まであり、各番に校名の「針尾小学校」が登場する。

## 沿革
- 1875年（明治8年）- 「梅林小学校」が開校。
- 1878年（明治11年）- 「崎針尾小学校」に改称。
- 1884年（明治17年）- 「公立中等崎針尾小学校」に改称。
- 1887年（明治20年）4月 - 小学校令の施行により、尋常科（修業年限4年）を設置の上、「尋常崎針尾小学校」に改称。
- 1889年（明治22年）4月1日 - 町村制の施行により東彼杵郡崎針尾村立の小学校となる。
- 1892年（明治25年）- 「崎針尾尋常小学校」に改称（「尋常」の位置が変更となる）。
- 1908年（明治41年）4月 - 小学校令の改正により、義務教育年限（尋常科の修業年限）が4年から6年に延長される。尋常科5・6年を新設。
- 実施年不明 - 高等科を併置の上「崎針尾尋常高等小学校」に改称。
- 1941年（昭和16年）4月1日 - 国民学校令により、「崎針尾村国民学校」に改称。尋常科を初等科に改める。
- 1947年（昭和22年）4月1日 - 学制改革（六・三制の実施）が行われる。
  - 国民学校の初等科が「崎針尾村立崎針尾小学校」となる。
  - 国民学校の高等科は青年学校の普通科とともに改組され「崎針尾村立崎針尾中学校」[2]（新制中学校）となる。当初小学校に併設される。
- 1955年（昭和30年）4月1日 - 崎針尾村が佐世保市に編入されたことにより「佐世保市立針尾小学校」（現校名）に改称。「崎」が除かれる。

## 交通アクセス
最寄りのバス停
- 西肥バス「針尾小学校前」バス停

最寄りの幹線道路
- 国道202号

## 周辺
- 佐世保市立針尾幼稚園
- 針尾郵便局
- 早岐警察署針尾警察官駐在所
- 佐世保市役所針尾支所